# Castle Bolton with East and West Bolton
Castle Bolton with East and West Bolton – civil parish w Anglii, w North Yorkshire, w dystrykcie (unitary authority) North Yorkshire. W 2001 civil parish liczyła 53 mieszkańców.